# Leis Amèrgues
Leis Amèrgues (en francès Les Omergues) és un municipi francès situat al departament dels Alps de l'Alta Provença i a la regió de Provença – Alps – Costa Blava.

## Demografia
| 1962                                       | 1968 | 1975 | 1982 | 1990 | 1999 | 2006 |
| ------------------------------------------ | ---- | ---- | ---- | ---- | ---- | ---- |
| 221                                        | 422  | 404  | 428  | 509  | 478  | 500  |
| Des de 1962: població sense dobles comptes |      |      |      |      |      |      |

## Administració
| Període   | Identitat     | Partit        |
| --------- | ------------- | ------------- |
| 2001-2008 | Henri Bouchet | Divers droite |
| 2008-     | Alain Coste   |               |